# Apophua sugaharai
Apophua sugaharai là một loài tò vò trong họ Ichneumonidae.